# Стереометрія
Стереометрія (від грец. «стереос» — тілесний, «метрео» — вимірюю) — це розділ геометрії, в якому вивчаються фігури в просторі, а також властивості просторових фігур. Основними фігурами в просторі є точка, пряма та площина.
В стереометрії з'являється новий вид взаємного положення прямих: мимобіжні прямі. Це одне з небагатьох значних відмінностей стереометрії від планіметрії, оскільки в багатьох випадках задачі зі стереометрії вирішуються шляхом розгляду різних площин, в яких виконуються планіметричні закони. Великий клас стереометричних задач розв'язується за допомогою векторів методом координат.

## Аксіоми

### Аксіома 1
Якою  б не була площина, існують точки, що належать цій площині, і точки, що не належать їй.

### Аксіома 2
Якщо дві точки прямої належать даній площині, то всі точки прямої належать даній площині.

### Аксіома 3
Якщо дві площини мають спільну точку, то вони перетинаються по прямій, яка проходить через цю точку.

### Аксіома 4
Якщо дві різні прямі мають спільну точку, то через них можна провести площину, і до того ж тільки одну.

### Аксіома B1
Паралельними звуться прямі, що не перетинаються і лежать в одній площині.

### Аксіома B2
Якщо одна із двох прямих лежить у деякій площині, а друга пряма перетинає цю площину в точці, яка не лежить на першій прямій, то ці прямі мимобіжні.

### Аксіома B3
Якщо пряма не лежить на площині і не перетинається з нею, то пряма паралельна площині

### Аксіома B4
Дві площини називаються паралельними, якщо вони не перетинаються.

### Аксіома 9
Пряма перпендикулярна до площини, якщо вона перетинаючись з цією площиною, утворює прямий кут з кожною прямою проведеною в цій площині через точку перетину прямої і площини.

## Теореми

### Теорема 1
Через пряму і точку, що не лежить на цій прямій можна провести площину, до того ж тільки одну.

### Теорема 2
Через дві прямі, що перетинаються проходить площина, причому тільки одна.

### Теорема 3
Через дві паралельні прямі можна провести площину, причому тільки одну.